# Guillermo Galíndez
Guillermo Galíndez Antelo, nato William Galíndez Antelo (10 agosto 1926 – San Juan, 12 agosto 2014), è stato un cestista portoricano naturalizzato spagnolo.

## Carriera
Con la Spagna conquistò la medaglia d'argento ai Giochi del Mediterraneo del 1951.

## Palmarès
- Copa del Rey: 3

Real Madrid: 1951, 1952, 1954